# Puente de las Flores

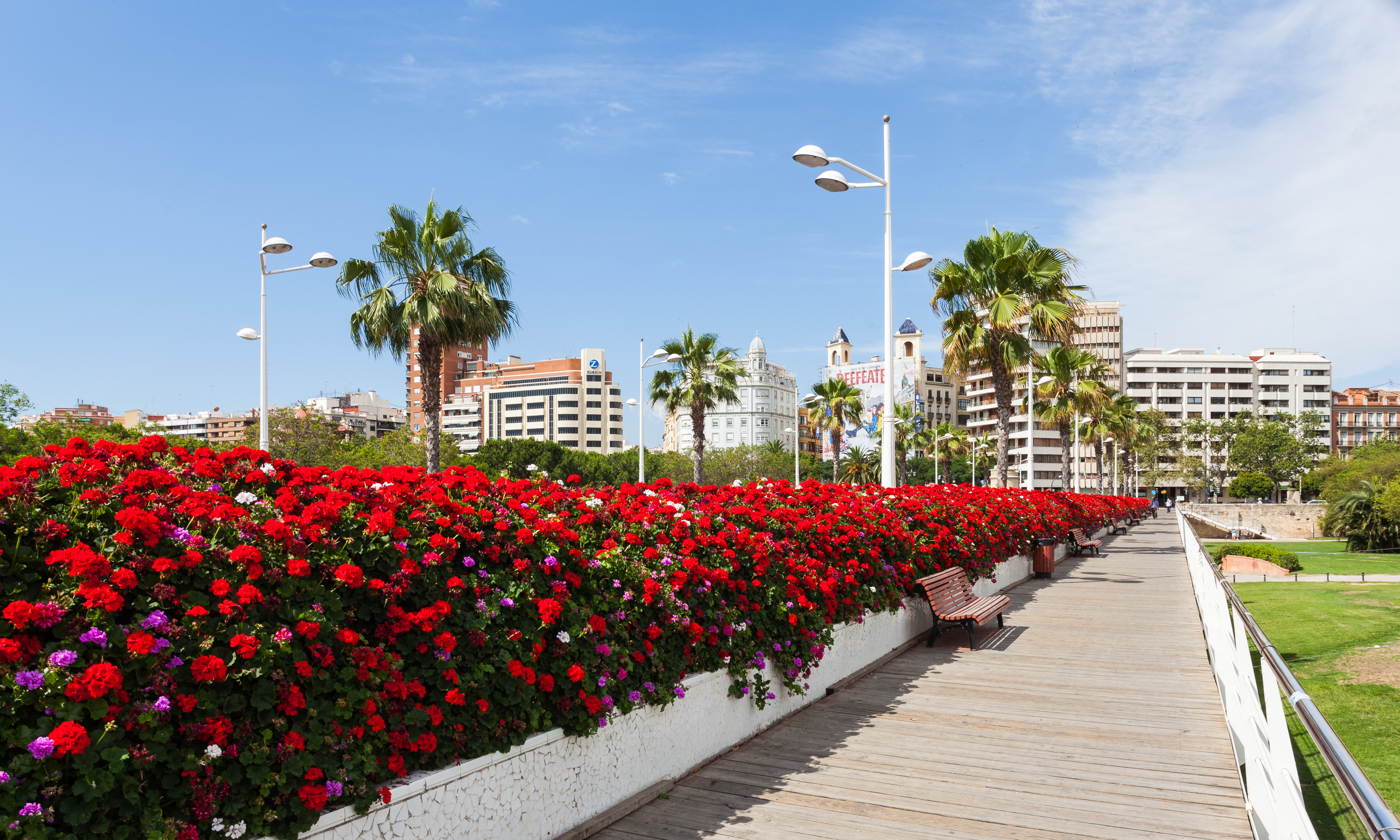
Puente de las Flores

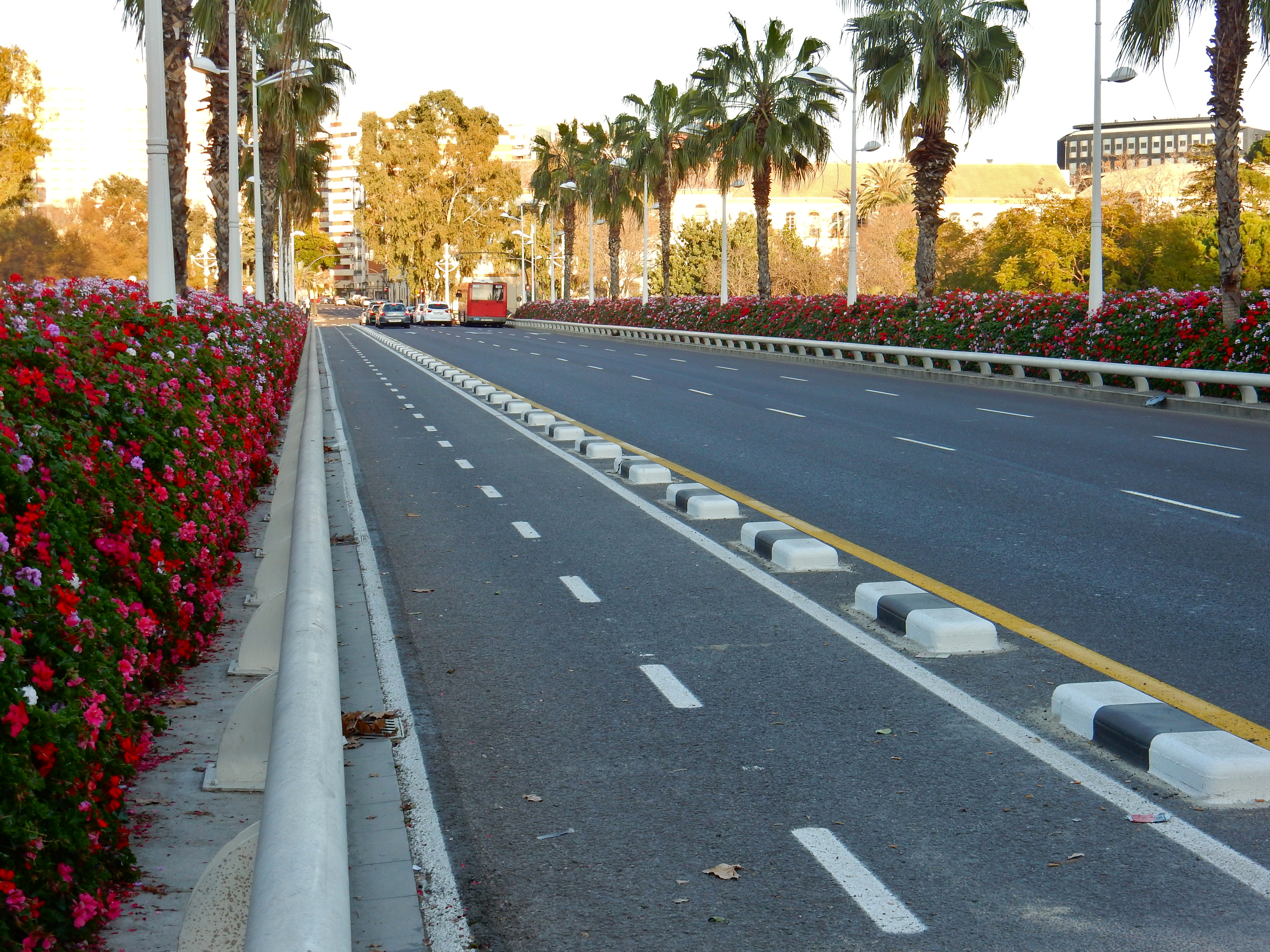
Fahrbahnen zwischen der Blumenbegrenzung

Puente de las Flores (valencianisch Pont de les Flors, deutsch Brücke der Blumen) ist eine Brücke im spanischen Valencia,  entworfen und 2002 fertiggestellt wurde. Sie überquert die Parkanlage Jardín del Turia, die im trockengelegten Flussbett des Río Turia angelegt wurde und verbindet das Stadtzentrum mit dem Stadtteil Xerea. Die Brücke ist für ihre jährlich mehrfach neubepflanzten Blumenanlagen bekannt. Die mittleren Fahrspuren für Kraftfahrzeuge sowie Fahrräder werden an beiden Seiten durch die mit Blumen geschmückte und von Palmen flankierte Abgrenzung von den Fußgängerwegen abgetrennt. Insgesamt können 10.500 Pflanzen auf der Brücke angebracht werden. Damit dabei eine Blütenpracht über weite Teile des Jahres garantiert werden kann, wird die Brücke mehrmals jährlich neu bepflanzt und aufgrund ihrer längeren Haltbarkeit werden Geranien sowie Alpenveilchen am häufigsten auf der Brücke gepflanzt.
Die Brücke stand aufgrund der hohen Erhaltungskosten der Blumenanlagen von rund 4,5 Millionen Euro zwischen 2002 und 2019 in der Kritik. Nach einer Anpassung der Bepflanzung konnten die jährlich notwendigen Ausgaben auf 20.000 Euro reduziert werden.
Während eines Besuchs von Papst Benedikt XVI. im Jahr 2006 wurde die Brücke als Hommage an die Flagge der Vatikanstadt von gelb- und weißfarbenen Blumen geschmückt.